# اندیس انجیله
انجیله یک اندیس غیرفلزی است که در حوالی شهر تفرش استان قم قرار دارد و مادهٔ معدنی موجود در آن، اپیدوت است.سنگ میزبان این اندیس گرانو دیوریت، دیوریت، گابرو است و دیرینگی آن به دوران ائوبالا می‌رسد. در این اندیس، پاراژنز‌های گارنت، کلسیت، کوارتز یافت می‌شوند.